# Diada de Sant Fèlix 2023
La diada castellera de Sant Fèlix del 2023 tingué lloc el dimecres 30 d'agost del 2023 a la plaça de la Vila de Vilafranca del Penedès, en el marc de la Festa Major de Vilafranca del Penedès. Les quatre colles participants van ser els Castellers de Vilafranca, la Colla Joves Xiquets de Valls, els Minyons de Terrassa i la Colla Vella dels Xiquets de Valls.

## Elecció de les colles
El 14 de febrer de 2023 els administradors de la Festa Major van anunciar que les colles que prendrien part en l'edició del 2023 serien les habituals de Sant Fèlix, és a dir, les dues de Valls, els Castellers de Vilafranca i els Minyons de Terrassa.

## Resultats
Es van descarregar 7 castells de gamma extra i se'n van carregar 3 més, recuperant així registres prepandèmics com els del 2018 i 2019.
L'actuació de tres castells i pilar de la colla vilafranquina va esdevenir la millor actuació castellera vista des de l'aturada per la pandèmia de COVID-19, així com la 17a. millor de tota la història (Seguint la puntuació del XXVIII Concurs).
Cal destacar també l'actuació de la Colla Joves Xiquets de Valls que fou la seva millor diada fins al moment i també entrà al rànquing històric en la posició 42.
Un altre fet destacat va ser tornar a veure el 7 de 9 amb folre, un castell que no es veia des del 2012, onze anys abans. Es va aconseguir descarregar per segona vegada a la història.
| Resultat              |
| --------------------- |
| Descarregat (D)       |
| Carregat (C)          |
| Intent (I)            |
| Intent desmuntat (ID) |

| Ordre | Colla                             | 1a ronda | 2a ronda  | 3a ronda  | 4a ronda | 5a ronda |
| ----- | --------------------------------- | -------- | --------- | --------- | -------- | -------- |
| 1a    | Castellers de Vilafranca          | 3d10fm   | 4d9fa (c) | 7d9f (id) | 7d9f     | P8fm     |
| 2a    | Colla Joves dels Xiquets de Valls | 3d9f     | 4d9sf     | 5d9f (c)  | P8fm     |          |
| 3a    | Colla Vella dels Xiquets de Valls | 4d9fa    | 2d8sf (c) | 4d9f      | P7f      |          |
| 4a    | Minyons de Terrassa               | 2d9fm    | 5d9f (id) | 5d9f (i)  | 3d9f     | 4d9f     |

### Per castell
La següent taula mostra l'estadística dels castells que es van intentar a la diada. Els pilars de mèrit (Pilar de 6 o superior) també estan computats en aquesta taula. Els castells apareixen ordenats, de major a menor dificultat, segons la Taula de Puntuació del XXVIII Concurs de Castells de Tarragona.
| Castell                         | Descarregat | Carregat | Intent | Intent desmuntat | Total |
| ------------------------------- | ----------- | -------- | ------ | ---------------- | ----- |
| 3 de 10 amb folre i manilles    | 1           | —        | —      | —                | 1     |
| 2 de 8 sense folre              | —           | 1        | —      | —                | 1     |
| 4 de 9 sense folre              | 1           | —        | —      | —                | 1     |
| 4 de 9 amb folre i pilar        | 1           | 1        | —      | —                | 2     |
| 5 de 9 amb folre                | —           | 1        | 1      | 1                | 3     |
| 7 de 9 amb folre                | 1           | —        | —      | 1                | 2     |
| Pilar de 8 amb folre i manilles | 2           | —        | —      | —                | 2     |
| 2 de 9 amb folre i manilles     | 1           | —        | —      | —                | 1     |
| 3 de 9 amb folre                | 2           | —        | —      | —                | 2     |
| 4 de 9 amb folre                | 2           | —        | —      | —                | 2     |
| Pilar de 7 amb folre            | 1           | —        | —      | —                | 1     |
| Total                           | 12          | 3        | 1      | 2                | 18    |
| Percentatge                     | 66,7%       | 16,7%    | 5,5%   | 11,1%            | 100%  |

### Per colla
La següent taula mostra els castells i pilars de mèrit intentats per cadascuna de les colles amb relació a la dificultat que tenen, ordenats de major a menor dificultat.
| Colla                             | 3d10fm | 2d8sf | 4d9sf | 4d9fa | 5d9f  | 7d9f  | P8fm | 2d9fm | 3d9f | 4d9f | P7f |
| --------------------------------- | ------ | ----- | ----- | ----- | ----- | ----- | ---- | ----- | ---- | ---- | --- |
| Castellers de Vilafranca          | D      |       |       | C     |       | ID, D | D    |       |      |      |     |
| Colla Vella dels Xiquets de Valls |        | C     |       | D     |       |       |      |       |      | D    | D   |
| Colla Joves Xiquets de Valls      |        |       | D     |       | C     |       | D    |       | D    |      |     |
| Minyons de Terrassa               |        |       |       |       | ID, I |       |      | D     | D    | D    |     |